# تالين (بانياس)
تالين مركز ناحية، عدد سكانها 7000 نسمة، تابعة لمنطقة بانياس، تبعد عن بانياس مسافة 13 كم إلى الشرق. تتبع لها قرى جليتي والتون المرقب والزرارية. عدد سكان البلدة 2200 نسمة، يحدها من الغرب جليتي، وألتون المرقب من الشرق، وشمالاً بارمايا، وجنوباً الزرارية، تضم جميع الدوائر الحكومية «ناحية، مخفر، بلدية، نفوس، مؤسسة استهلاكية، مستوصف، جمعية فلاحية، مكتب بريد». تشتهر بزراعة التبغ البلدي وشك البنت والقمح والزيتون والجوز والرمان والتين، تُروى بمياه الشرب من نبعي صالح وبلوزة، يوجد فيها ابتدائية وتعليم أساسي، والثانوية في قرية جليتي.
صارت دول العالم تتفنن في السيطرة على مواردها وتنميتها لتلائم متطلبات السكان واحتياجاتهم الآخذة بالتنامي، بينما تالين منطقة فقيرة خدمياً، ولا يوجد مشاريع تابعة للبلدية تدر ربحاً لتقوية ميزانيتها وخدمة سكانها. سنتحدث عن بعض ما يطمح إليه الأهالي لتحسين واقعهم.
مساحة المنطقة المنظمة 85 هكتاراً، يوجد فيها 330 منزلاً، وهي مطقة جبلية وحيازات قليلة، وقد يأتي الطريق أو الشارع ويقسم العقار الصغير إلى قسمين، يقع قسم منه ضمن منطقة صغيرة أقل من الحد المسموح للترخيص. ولابد من تطبيق القانون، ما يمنع السكن والتوسع، إذ لا يمكن البناء في مناطق غير مخدمة. نتمنى معالجة هذه المشكلة في جميع أنحاء القطر بالبناء الطابقي في القرى إلى ثلاثة طوابق أو أربعة، مراعاة لضيق الأرض الزراعية وطبيعة المنطقة الصخرية، والحالة المادية الفقيرة للسكان. ومن حيث القمامة والصرف الصحي، فهما معضلتان حقيقيتان تواجهان أي تجمع سكاني، وهما الطرف الأصعب في المعادلة الخدمية، والصرف الصحي منفذ في البلدة بنسبة 85%، وتجمع القمامة وتفرّغ في مكب تابع للبلدية في وادي الشيباني الذي يبعد مسافة 2 كم، وطريقه بحاجة إلى صيانة وتعبيد. والإنارة الشارعية منفذة حسب تعليمات المحافظة حتى 30%.. نتمنى زيادتها في القرى إلى 50%، لأن البلدة كبيرة ويلف الظلام ليلاً أغلب مفاصلها.
السيد عاطف علي إسماعيل، مسؤول محلي، قال: البلدة من القرى العطشى وغير المشمولة بخط جر القدموس- الجرد، والمياه تأتي يومين في الأسبوع لمدة ساعتين للمنزل الواحد، فهل تُحفر بئر ارتوازية داعمة في وادي الجعم بجانب البئر الحالية وتستبدل بالمضخات الحالية مضخات جديدة أكثر استطاعة لزيادة الإنتاجية، وهل تؤمن سيارة إسعاف للمستوصف، وتجهيزات للعيادة السنيّة؟ ويدعم بالأدوية الخاصة بعلاج الأمراض المزمنة «قلب، سكري، ضغط» وتطبّق العدالة أثناء ترخيص الأبنية في القرى البعيدة عن منطقة بانياس؟ فإن كلفة الترخيص تعادل مثيلتها في مركز المدينة، علماً أن سعر المتر لا يقارن بين الاثنين، ما يستحيل على الأهالي شراء الأرض والترخيص، ومن ثم البناء. وقد تطول بهم السن ويتقدم العمر حتى يحققوا ذلك ويكون «من ضرب ضرب، ومن هرب هرب»، فكيف يستطيع الذهاب إلى العرس مَنْ ثيابهُ في الغسيل؟
المهندس تيسير رسلان، تحدث عن معاناة المنطقة مع الخدمة الهاتفية لشركات الخليوي قائلاً: المنطقة مخدمة هاتفياً مع القرى التابعة لها من مركز هاتف تالين بسعة ألفي رقم هاتفي، وهو مستثمر بالكامل، وهو بحاجة إلى توسيع لتخديم الناحية بكاملها أسوة ببقية المراكز، علماً أنه يوجد طلبات مقدمة إلى المركز يعود تاريخها إلى عام،1994 وهي عملية مربحة للدولة وتخدم شريحة كبيرة من المواطنين. وهناك ضعف تغطية شركات الخليوي نتيجة وقوعها في مكان منخفض، والأبراج موجودة في قرى «اسقبلة، الخربة، تعنيتا». وفي الشتاء تنعدم التغطية نهائياً، فهل تتركنا شركات الخليوي تحت رحمة الطبيعة؟ كما أن المنطقة تعاني انقطاعات متتالية في الكهرباء، ما يؤدي إلى انقطاع التغطية الهاتفية، ويصبح حالهم حال من يطارد الغيمة للثأر منها، فهي بحاجة إلى مولدات ذاتية الحركة لتأمين التغطية الدائمة.
السيد عز الدين سلمان، مختار تالين قال: البلدة تحتاج إلى وحدة إرشادية، علماً أنه يوجد بناء قديم تابع لمديرية الزراعة، وذلك لتفعيل العمل الزراعي والإشراف على الفلاحين وخدمة محاصيلهم وحيواناتهم، وتحتاج إلى فرن بعد أن قام صاحب الفرن اليدوي الخاص بكسر الدف والامتناع عن الغناء. وتالين من المناطق الغنية بإنتاج الزيتون، فهي تحتاج إلى معصرة عامة أو خاصة، وضرورة زيادة أسعار توريد التبغ من المزارعين، إذ لا يوجد تناسب بين الجهد المبذول والسعر الذي تستجر به الدولة المحصول، وأثناء زراعة موسم التبغ يشتري المزارعون صهريج الماء سعة 12 برميلاً بمبلغ 550 ل.س.

خارطة لمحافظة طرطوس